# Cipriano Damiano
Cipriano Damiano González (Comares, 22 de septiembre de 1916 - Sabadell, 17 de abril de 1986) fue un anarcosindicalista, editor, publicista y resistente antifranquista español. És conocido por sus múltiples y espectaculares huidas de la cárcel y por su capacidad de caracterizarse y adoptar nuevas identidades con las que vivir en clandestinidad, por lo que recibió el nombre de «el hombre de las mil caras».

## Biografía

### Primeros años
Su padre, Federico Damiano y Silva, capataz de líneas de obras públicas, fue destinado a la provincia de Málaga donde conoció a la que sería su madre, Consuelo González Fernández. En 1922 su padre murió a causa de un cáncer de estómago. Debido a la difícil situación económica derivada de la enfermedad, su madre se vio forzada a trasladarse a la ciudad de Málaga, donde Cipriano fue ingresado junto a su hermano menor en la casa de la misericordia durante dos años. Siendo todavía un niño empezó a trabajar en Málaga vendiendo golosinas y periódicos, como aprendiz de zapatero o como mozo en la construcción para ayudar a su familia; por lo que su formación se desarrolló en el mundo laboral y a través de la lectura autodidacta.

### Afiliación a la CNT
En 1931, con sólo 14 años, se afilió a la Confederación Nacional del Trabajo (CNT) tras conocer el levantamiento de Jaca de diciembre de 1930 y el fusilamiento de los capitanes Galán y García Hernández, que le afectaron mucho. El 16 de mayo de 1931 sufrió la primera de muchas detenciones: hasta 1937 ya llevaba tres años de prisión y sumaría un total de veintidós años a lo largo de su vida. Fue detenido en diez ocasiones y pasó por cuatro batallones de trabajo y campos de concentración, entrando doce veces en prisión (tres de ellas durante la República) y logrando huir en nueve ocasiones, una de ellas de la Jefatura de Policía de Barcelona en vía Layetana.
Fue uno de los fundadores de las Juventudes Libertarias de Málaga, Federación Local de la cual fue secretario para más tarde ejercer el mismo cargo en la Federación provincial alternando este cargo con el de secretario del Sindicato Único de la Alimentación de la CNT.
En 1935 militó en el grupo de afinidad malagueño “Los Amantes de la Luz” junto a Laya, Antonillo, El Chófer, Roa, Juan Santana Calero y Antonio El Carbonero. En 1936 fundó el semanario anarquista malagueño Faro (1936-1937) y colaboró en diversos periódicos (Emancipación, de Almería; Fragua Social; Hombres Libres de Guadix, Orto y Umbral). Alternó así durante un tiempo la secretaría del comité provincial de las juventudes libertarias con la labor de relaciones externas y administrativa del Faro y con visitas esporádicas al frente, hasta que Málaga cayó el 6 de febrero del 37 y tuvo que huir hacia el norte. Recorrió a pie los 223 kilómetros que separan Málaga de Almería y allí se reencontró con Isabel Vázquez Ríos, quien fue su esposa y madre de su único hijo, llamado igual que su padre. Con Isabel Vázquez viajó hasta Valencia, donde le dieron un cargo en la sección de Propaganda del Comité Regional de Juventudes de Levante. Mantuvo este hasta que en el mes de mayo le nombraron secretario general en un congreso de las juventudes libertarias de la región andaluza. De nuevo en Andalucía, se incorporó a la brigada de Maroto, donde junto a Santana Calero y Antonio Morales Guzmán decidió fundar la revista Nervio para formar a los soldados y dotar a la brigada de un órgano de expresión. Tras la derrota pudo llegar al puerto de Alicante, pero fue detenido y pasó por los campos de concentración de Los Almendros y Albatera, por la prisión de Porta Coeli de Valencia y por el castillo leridano de Gardeny, donde se incorporó al Batallón de Trabajo número veintiséis, con el que recorrió Ibars de Urgel, Tudela de Duero y Valladolid, desde donde consiguió llegar a Málaga y entrar en Gibraltar.

### Tras la guerra civil
Su popularidad arranca de sus actividades clandestinas: amparado en una identidad falsa, consiguió un cargo burocrático en la Comisión Técnica de Fortificación de la Costa Sur, que actúa en el sector que va de Algeciras, por Tarifa, Barbate, Cádiz y Jerez, en Sevilla y sirvió de enlace a José Piñero, en sus contactos con el Comité Nacional y Gibraltar, y al que facilitó documentación y vehículos. Asimismo, prestó apoyo a la guerrilla hasta que fue localizado, cuando servía en la Comandancia Militar de Obras de Cádiz. Escapó nadando de playa en playa a lo largo de la costa del Estrecho de Gibraltar. Después de meses de viaje, llegó a Barcelona y se incorporó en el Comité Nacional de Miguel Vallejo, del que fue designado vicesecretario en 1949 y accedió al cargo de secretario cuando Vallejo huyó en 1951. En ese mismo año Cipriano tuvo un papel preeminente en la huelga de tranvías de Barcelona, que representó una de las primeras manifestaciones masivas contra el franquismo. Mantuvo el cargo de secretario general hasta su detención el 6 de junio de 1953 en Madrid. Fue condenado a quince años en consejo de guerra celebrado en Madrid el 5 de febrero de 1954, pena que cumplió en Carabanchel y Guadalajara, y durante la que aprovechó para estudiar bachillerato. Salió en libertad en febrero de 1959 después de seis años. Luego hizo contacto con la militancia madrileña y se trasladó a Barcelona, donde trabajó en una empresa de publicidad de la que llegó a ser jefe de medios y de presupuestos. En Barcelona se relacionó con numerosos militantes catalanes y fundó con algunos el grupo «Renacer», siempre trabajando en la reorganización de la muy débil CNT, primero en Cataluña y después en Levante y Andalucía, que le llevará a ser detenido en dos ocasiones. Fruto de este esfuerzo organizativo surge el comité Nacional de Francisco Calle Mansilla y cuando este Comité cae, Damiano pasa a encabezar el Comité Nacional de abril de 1964 a 27 de abril de 1965. Fue detenido de nuevo después de una reunión en el consulado estadounidense y llevado a la Jefatura Provincial de Policía de Barcelona. De allí logró escapar por vía Layetana, consiguiendo huir a Francia, donde pasó unos años en rebeldía.

### Retorno de Francia
Regresó de Francia con la identidad falsa de Antonio González González, trasladándose a Madrid donde se opuso al cincopuntismo. No obstante, había apoyado previamente la ASO y mantenido numerosos contactos internacionales, entre ellos el sindicato sueco SAC y el conocido anarcosindicalista alemán Helmut Rüdiger. Su estancia en Madrid culmina en una nueva detención, el 1 de abril de 1970, que le supuso la permanencia durante cinco años en la cárcel y no logró su libertad definitiva hasta marzo de 1975.
Una vez fuera de prisión e instalado en Barcelona, trabajará para la revista Interviú y colaborará en Actual, El Correo Catalán, Diario de Barcelona, Mundo y Sindicalismo, entre otras publicaciones. Intervino en las Jornadas Libertarias de Barcelona  de julio de 1977 y abandonó la militancia orgánica después de los conflictos del Congreso de la Casa de Campo. Luego colaboró con el Centro de Documentación Histórico-Social (CDHS) de Barcelona, escribió en La Hora de Mañana y Polémicos, dirigiendo un tiempo Solidaridad Obrera. Utilizó varios seudónimos (Segundo Canillo, El Niño, Cigadón, Devenir, Paco, León, Antonio González, Yayo) y doce personalidades supuestas, siendo conocido como el “hombre de las mil caras” por su facilidad para caracterizarse y pasar a la clandestinidad.
Cipriano Damiano falleció el 17 de abril de 1986 en Sabadell.
| Predecesor: Miguel Vallejo Sebastián | Secretario General de la CNT junio de 1951-junio de 1953 | Sucesor: Ismael Rodríguez Ajax |

## Obras
Es autor, con la colaboración de Carlos Enrique Bayo Falcón, de La resistencia libertaria. La lucha anarcosindicalista bajo el franquismo (1939-1970) (1978).